# Caso Jimmy

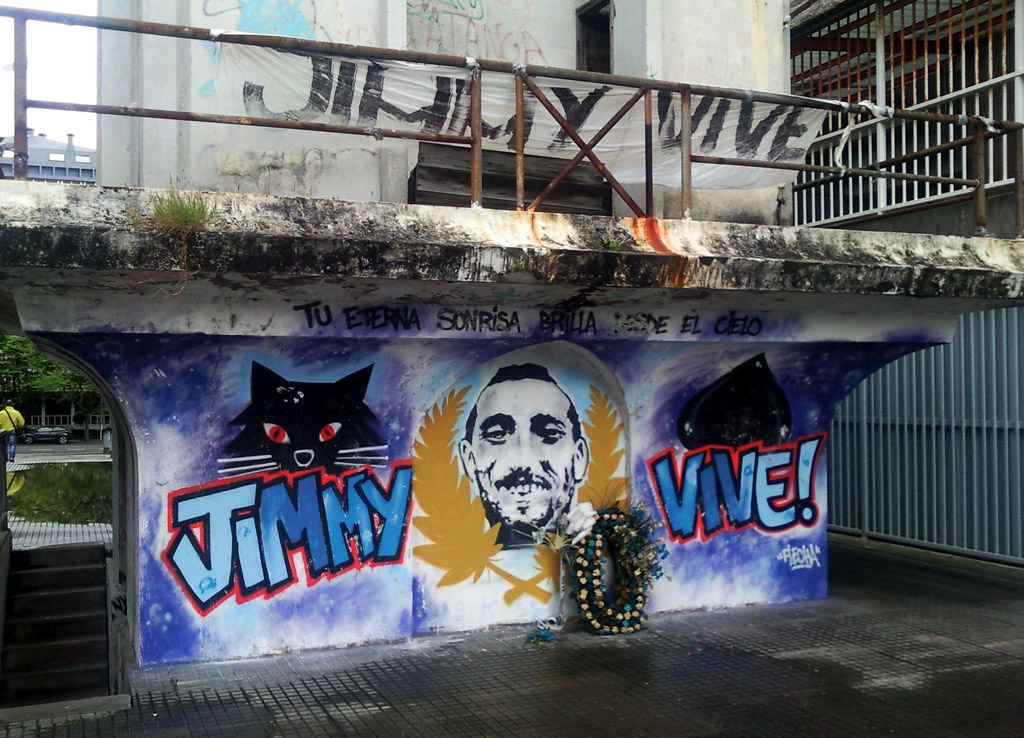
Grafiti en homenaje a Jimmy en los aledaños del Estadio de Riazor, La Coruña

Con el nombre caso Jimmy se conocen los sucesos relacionados con el asesinato de Francisco Javier Romero Taboada «Jimmy» el 30 de noviembre de 2014 en Madrid, España. La víctima, un ultra perteneciente a los Riazor Blues (seguidores radicales del Real Club Deportivo de La Coruña, y grupo de extrema izquierda antifascista de la ciudad gallega), se había desplazado a Madrid para asistir la fecha de los hechos al encuentro que disputaba el club del que era seguidor contra el Club Atlético de Madrid en el estadio Vicente Calderón, partido correspondiente a la 13.ª jornada de la Primera División de España 2014-15. Esa mañana, los miembros de Riazor Blues se vieron envueltos en una pelea multitudinaria contra miembros del Frente Atlético en Madrid Río.
En el transcurso de la pelea, fue arrojado al río Manzanares por miembros del Frente Atlético y falleció por un fuerte traumatismo craneoencefálico.

## Jimmy
Francisco Javier Romero Taboada «Jimmy», era un coruñés de 41 años de edad y padre de un hijo. Formaba parte desde su fundación de los Riazor Blues, el grupo ultra de seguidores del Real Club Deportivo de La Coruña y dentro de estos, era miembro de la sección denominada Los Suaves, la sección más violenta y radical de los hinchas blanquiazules.
Su veteranía dentro de los Riazor Blues le valió el apodo de «El Abuelo». Había participado en numerosas peleas y tenía antecedentes policiales por violencia y tráfico de estupefacientes.

## Pelea
El 30 de noviembre de 2014 se disputaba a las 12:00 en el estadio Vicente Calderón de Madrid el encuentro correspondiente a la 13.ª jornada de la Primera División 2014-15. Miembros de los Riazor Blues y del Frente Atlético se habían citado en torno a las 8:00 de ese día, a través de redes sociales, para agredirse mutuamente. Ambos grupos pertenecen al movimiento ultra y se identifican con ideologías políticas contrarias. La ideología del Frente Atlético se considera afín a los postulados de la extrema derecha, mientras que los Riazor Blues son próximos a la extrema izquierda.
La pelea, tumultuaria y continuada, dejó tras de sí numerosos heridos, varios de ellos por arma blanca. En este escenario, varios miembros de los Riazor Blues (entre los que se encontraba Jimmy) fueron arrojados al río Manzanares.
Jimmy resultó herido con diversos traumatismos en la cabeza y el abdomen. Sufrió lesiones encefálicas y abdominales, desgarro esplénico y hemorragia aguda, lo que terminó por causarle la muerte.

## Investigación judicial

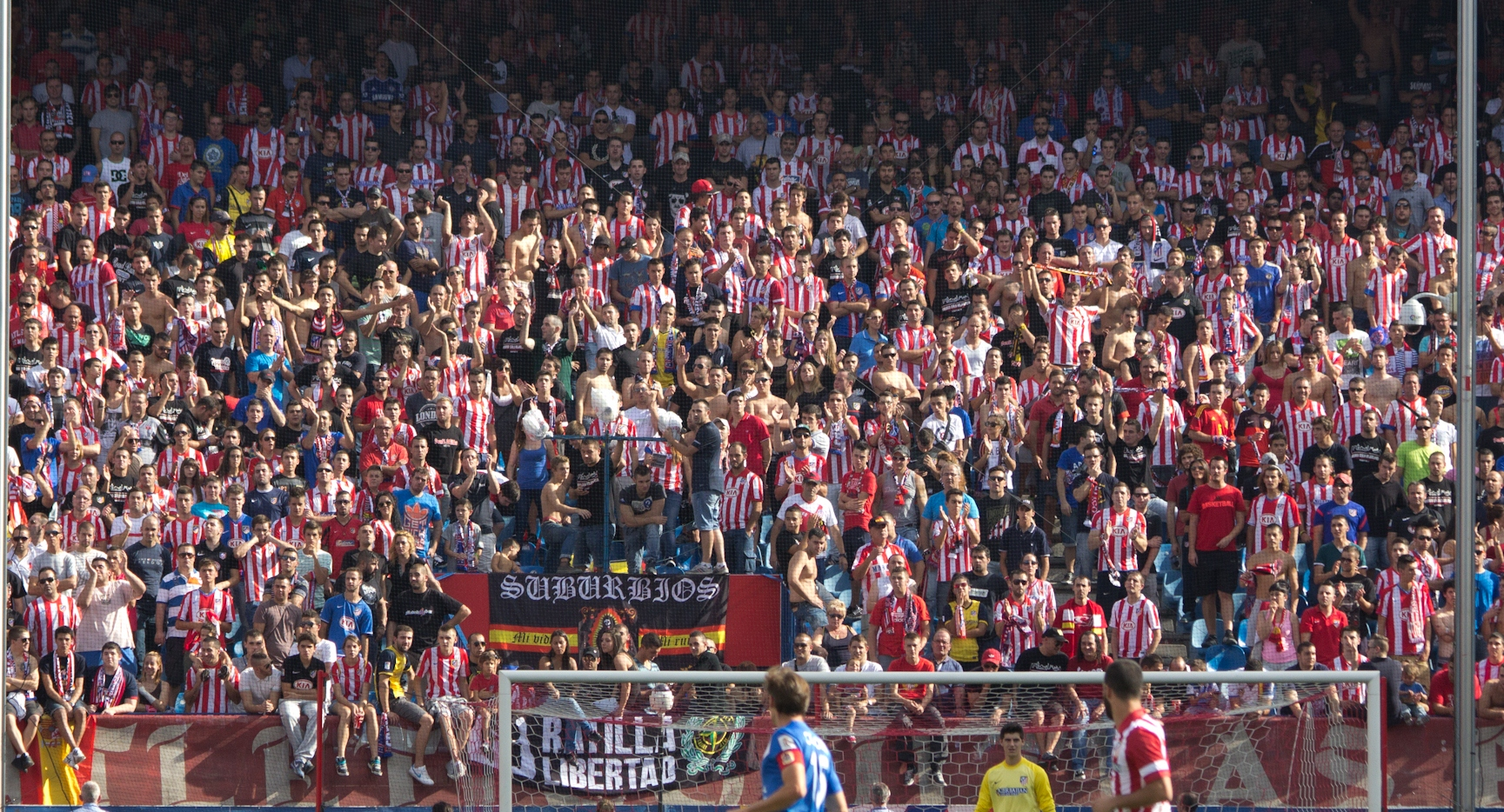
El Frente Atlético en las gradas del Estadio Vicente Calderón.

El Juzgado de Instrucción Nº 20 de Madrid archivó en junio de 2018 la causa relacionada al «homicidio y lesiones» en la que se encontraba la investigación por la muerte de Jimmy y las lesiones sufridas por otro ultra del Deportivo de La Coruña, también arrojado al Manzanares. El juez argumentó que resultaba imposible determinar la identidad de los autores después de haber encerrado a cuatro sospechosos sin pruebas y luego liberarlos con ayuda de otros testigos con las pruebas aportadas, entre ellas un vídeo de la pelea.
En septiembre de 2018 el mismo juzgado sobreseyó las actuaciones contra 87 investigados en el caso en relación con el delito de riña tumultuaria, ya que «no resultaba debidamente acreditada la perpetración del delito que dio lugar a la causa». Se mantiene la causa por el delito de riña tumultuaria contra ocho investigados y contra otros dos por los delitos de atentado a la autoridad y lesiones.